# Mirosława Semeniuk-Podraza
Mirosława Henryka Semeniuk-Podraza (ur. 18 czerwca 1948 w Rzeszowie) – polska organistka i profesor sztuki.
Ukończyła studia w klasie organów prof. Jana Jargonia w Państwowej Wyższej Szkole Muzycznej w Krakowie (obecnie Akademii Muzycznej) oraz w Hochschule für Musik w Wiedniu w klasie prof. Hansa Haselböcka.
Jest laureatką Ogólnopolskiego Konkursu Organowego w Krakowie (1973). Koncertowała na wszystkich kontynentach świata, brała udział w prestiżowych festiwalach w Polsce i za granicą.
Prowadzi klasę organów w Akademii Muzycznej w Krakowie. W latach 2005–2012 pełniła funkcję dziekana Wydziału Instrumentalnego. Jest dyrektorem artystycznym festiwalu „Letnie Koncerty Organowe” w Krakowie.

## Odznaczenia
Źródło: 
- Złoty Krzyż Zasługi (2001)
- Medal Komisji Edukacji Narodowej (2008)
- Srebrny Medal „Zasłużony Kulturze Gloria Artis” (2009)
- Medal za Długoletnią Służbę (2012)
- Krzyż Oficerski Orderu Odrodzenia Polski (2014)